# Истомин, Владимир Михайлович
 Владимир Михайлович Истомин (1905, село Пановы Кусты, Тамбовская губерния — 23 декабря 1942, Москва) — советский партийный деятель. Член Коммунистической партии с 1923 года, первый секретарь Амурского областного комитета ВКП(б) в 1938 — 1940 годах, председатель Хабаровского крайисполкома в 1940 — 1942 годах.

## Биография
Родился в 1905 году в селе Пановы Кусты Сампурской волости Тамбовского уезда Тамбовской губернии в семье крестьянина-середняка. Окончил четыре класса сельской школы, но в 1920 году (в 15 лет), после смерти отца, бросил учёбу и взял на себя заботу о семье и об унаследованном хозяйстве. В 1923 году Истомин вступил в комсомол, в 1924 году был избран секретарём комсомольской ячейки. С этого могла начаться его комсомольская, а затем и партийная карьера.

### Армия. Наука. Коллективизация.
В 1926 году избран секретарём волостного комитета ВЛКСМ, а в 1927 году приняли в ряды Всесоюзной коммунистической партии (большевиков). Он стал заведующим отделом Тамбовского уездного комитета ВЛКСМ.
Однако Истомина с комсомольской работы призвали в ряды РККА. Он проходил службу в Ленинакане Армянской ССР, в августе 1928 года был назначен помощником начальника разведки и закончил службу в этой должности в июле 1929 года.
Отслужив в армии два года, приехал в Москву, где поступил в Московский политехникум им. Плеханова. Однако, окончив два курса, он перешёл на товароведо-технологический факультет Высшего педагогического института. Проявивший способности Истомин был оставлен в аспирантуре и одновременно стал деканом факультета.
В октябре 1933 года решением ЦК ВКП(б) был направлен на работу в село. В условиях завершения коллективизации он был начальником политотдела Ильинского совхоза, а затем Шиловского совхоза Московской области. На этих должностях Истомин проработал больше четырёх лет, пока в апреле 1938 года его карьера не сделала неожиданный скачок.

### Через Москву в Амурскую область
В апреле 1938 года, в разгар чисток, начальника политотдела подмосковного совхоза Владимира Истомина забрали на работу в Москву и сразу назначили начальником Главного управления коневодства Народного комиссариата земледелия СССР. В сентябре того же года его карьера вновь сделала неожиданный поворот, и Истомин решением ЦК ВКП(б) был направлен на работу в Дальневосточный край. Он стал заведующим сельскохозяйственным отделом Дальневосточного краевого комитета ВКП(б), но пробыл на этой должности меньше двух месяцев: 20 октября Дальневосточный край разделили на Хабаровский и Приморский края.
В ноябре 1938 года был назначен исполняющим обязанности, а затем избран первым секретарём Амурского обкома ВКП(б). 17 ноября он так же был избран в состав президиума Амурского облисполкома. 21 февраля 1939 года на 1-й Хабаровской краевой конференции ВКП(б) Истомин был избран членом Хабаровского крайкома, и в тот же день на 1-м пленуме крайкома — членом Бюро Хабаровского крайкома ВКП(б). Был делегатом XVIII съезда ВКП(б), в ноябре 1939 года был выдвинут кандидатом в депутаты Хабаровского краевого Совета и в декабре избран в его состав.

## Во главе Хабаровского крайисполкома
13 января 1940 года на первой сессии Хабаровского краевого Совета депутатов трудящихся Владимир Михайлович Истомин был утверждён председателем Хабаровского крайисполкома. На заседании краевого Совета его кандидатуру официально выдвинул командующий 2-й Отдельной краснознамённой армией командарм 2-го ранга Иван Степанович Конев.
Истомин возглавил краевую исполнительную власть в период восстановления и активного промышленного строительства и развития экономики края на социалистических началах. Только за 1940 год в крае было введено в строй 130 новых предприятий, включая мастерские, валовая продукция промышленности выросла по сравнению с 1937 годом выросла на 93 %, возросли посевные площади, в колхозах было создано 80 новых животноводческих ферм. В том же году в Комсомольске-на-Амуре был заложен завод «Амурсталь», вступил в строй Хорский гидролизный завод, железнодорожный путь Волочаевка Вторая — Комсомольск-на-Амуре. В одном из своих докладов Истомин отмечал: «Отпала необходимость завоза в наш край целого ряда изделий товаров широкого потребления».
Исполком взял под контроль вопросы переселения на Дальний Восток, где ощущалась нехватка рабочих рук. Истомин заявлял: «Чтобы обеспечить промышленность, сельское хозяйство и другие отрасли народного хозяйства края рабочей силой нужно особенно отнестись к вопросам переселения и устройства переселенцев». Проблема нехватки квалифицированных специалистов решалась через расширение сети школ фабрично-заводского обучения, которые в июне 1941 года дали краевой промышленности и транспорту 250000 выпускников.
В январе 1941 года В. М. Истомин был избран депутатом Совета Национальностей Верховного Совета СССР[уточнить]. Зимой и весной 1941 года в Хабаровском крае было начато строительство крупных электростанций в Хабаровске, Благовещенске и Биробиджане, в Верхнебуреинском районе был заложен первый в крае завод стекольных изделий.
Начавшаяся Великая Отечественная война потребовала от советского тыла умножения усилий. Истомин говорил в обращении к жителям края: «Великая Отечественная война советского народа против немецко-фашистских захватчиков поставила новые, более ответственные задачи, выдвинула необходимость коренной перестройки работы на военных лад, потребовала подчинить всю свою работу интересам фронта, задачам организации разгрома врага». Предприятия края переходили на выпуск военной продукции, стремясь перевыполнять планы. В годы войны основные оборонные предприятия увеличили выпуск продукции в 2-3 раза. В феврале 1942 года был пущен завод «Амурсталь», вступили в строй электротехнический союзный завод № 364, государственный союзный машиностроительный завод (литейного оборудования) № 313. Особое внимание крайисполком уделял созданию овощных хозяйств вокруг крупных городов, страдавших от нехватки продуктов.
В 1942 году Владимир Михайлович Истомин тяжело заболел и 6 декабря 1942 года функции председателя крайисполкома стал исполнять Григорий Фёдорович Аксёнов. 8 декабря исполком Хабаровского краевого Совета депутатов трудящихся освободил Истомина от обязанностей председателя. Истомин выехал на лечение в Москву, однако спасти его не удалось.
Владимир Михайлович Истомин скончался 23 декабря 1942 года в Москве.

## Память

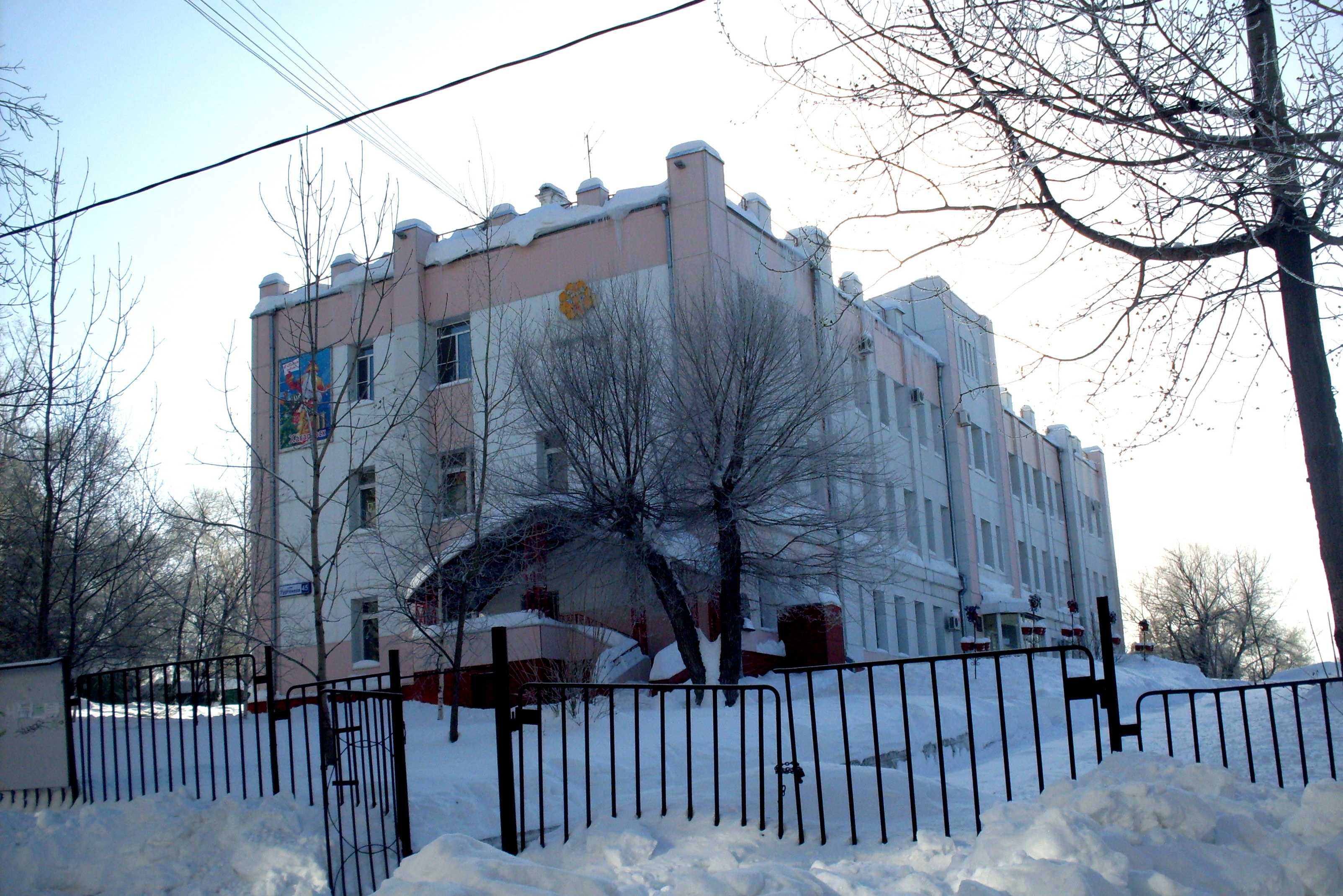
Хабаровская детская городская клиническая больница им. В. М. Истомина.

24 декабря 1942 года краевая газета «Тихоокеанская звезда» опубликовала некролог, который подписали руководителями Хабаровского края Г. А. Борков, генерал армии И. Р. Апанасенко, комиссар госбезопасности 2-го ранга С. А. Гоглидзе, Г. Ф. Аксёнов, Р. К. Назаров и др. В нём говорилось:
Как самого светлого праздника ждал Владимир Михайлович нашей победы над заклятым врагом и непоколебимо верил, что настанет этот праздник, настанет желанный час, когда Красная Армия под верховным водительством товарища Сталина очистит нашу советскую землю от фашистской нечисти, и тогда вновь полной грудью вздохнёт советский народ, и с ещё большей энергией примется за строительство своей жизни.
Владимир Михайлович не дождался этого радостного часа. Но то, что сделано им для ускорения победы над врагом, то, что делает сейчас весь наш народ, то что делают сейчас под Сталинградом, на Центральном фронте и в районе Среднего Дона мужественные воины Рабоче-Крестьянской Красной армии – служит верной порукой тому, что этот долгожданный час настанет – заклятый враг будет разбит и посрамлён…
Спи спокойно, наш боевой товарищ и друг.
25 декабря 1942 года исполком Хабаровского краевого Совета депутатов трудящихся принял решение № 1615 «Об увековечении памяти В. М. Истомина». Имя Истомина было присвоено Хабаровской городской детской клинической больнице и средней школе № 14. Улица Артиллерийская в Хабаровске была переименована в улицу Истомина.
Совет Народных Комиссаров Союза ССР назначил жене В. М. Истомина Л. А. Тулуповой пожизненную пенсию в 400 рублей в месяц и выдал единовременное пособие в сумме 5 000 рублей, а матери В. М. Истомина А. П. Истоминой — пожизненную пенсию в 300 рублей в месяц и единовременное пособие в сумме 3 000 рублей. Согласно тому же постановлению СНК СССР похороны В. М. Истомина были произведены за счёт государства.

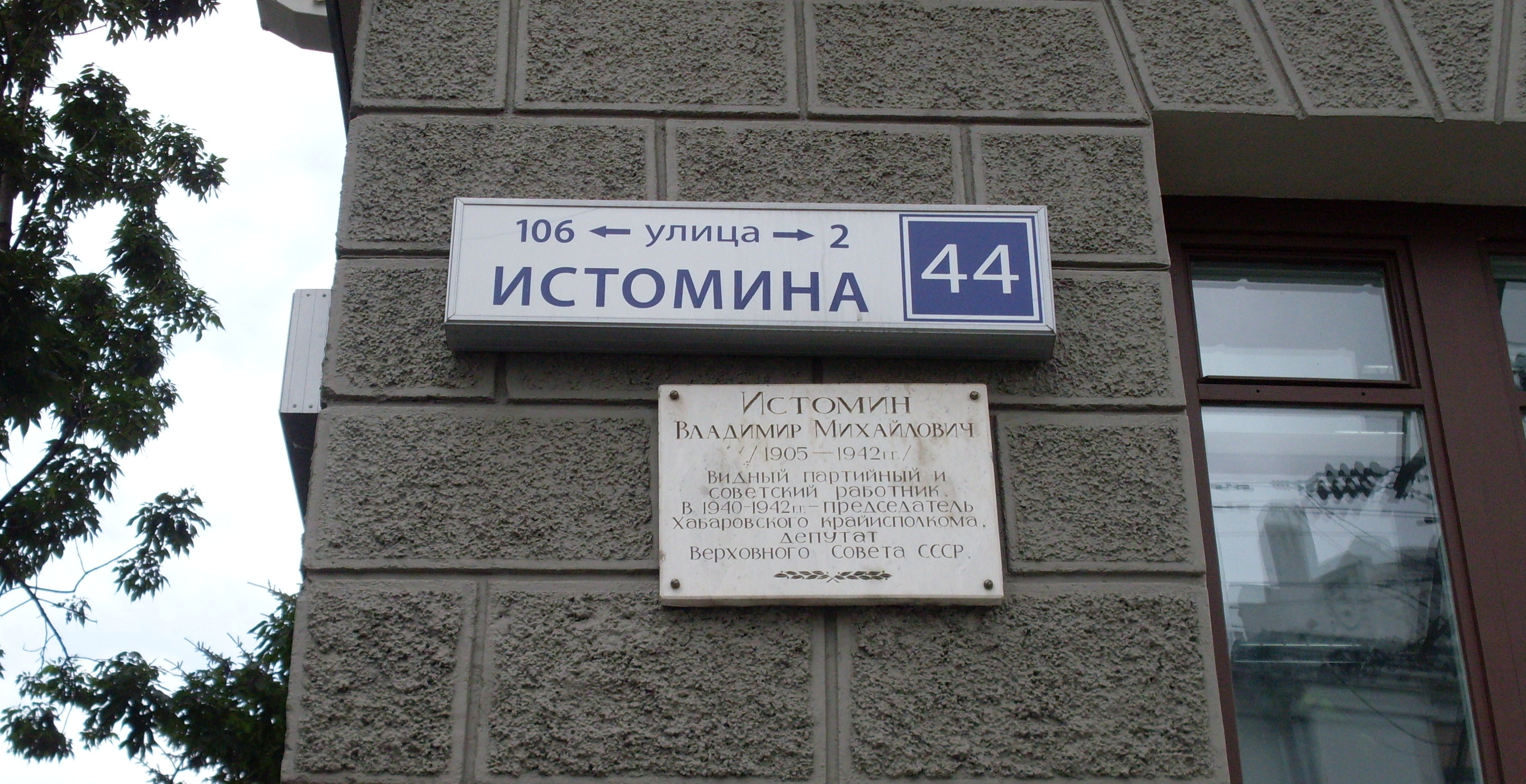
Памятная доска В. М. Истомину на улице его имени в Хабаровске.